# Ернст-Вільгельм Райнерт
Ернст-Вільгельм Райнерт (нім. Ernst-Wilhelm Reinert; нар. 2 лютого 1919, Лінденталь, Кельн — пом. 5 вересня 2007, Бад-Пірмонт, Нижня Саксонія) — німецький льотчик-ас винищувальної авіації, гауптман люфтваффе вермахту, оберстлейтенант люфтваффе бундесверу. Кавалер Лицарського хреста Залізного хреста з дубовим листям і мечами.

## Біографія
Син великого залізничного чиновника. В юності займався планеризмом. В квітні 1939 року призваний на службу в люфтваффе. Після закінчення авіаційного училища в квітні 1941 року зарахований в навчальну групу 77-ї винищувальної ескадри, дислоковану у Гецендорфі, поблизу Відня, а в травні 1941 року переведений в 4-у ескадрилью. Учасник Німецько-радянської війни. Першу перемогу здобув 8 серпня 1941 року, збивши І-16. У вересні 1941 року потрапив в аварію. 27 листопада 1941 року збив 3 бомбардувальники. В грудні 1941 року відправлений на навчання на літаках Bf.109F і лише в лютому 1942 року повернувся на фронт. 9 червня 1942 року збив 3 літаки та довів число своїх перемог до 51. 8 липня збив 4 радянські літаки, в тому числі 3 «Гаррікейни». В грудні 1942 року група Райнерта була перекинута в Туніс, де в січні-травні 1943 року Райнерт здобув 51 перемогу. 26 лютого протягом одного дня збив 4 літаки, а 7 березня загальна кількість його перемог досягла 130. В червні 1943 року брав участь у боях над Сицилією, а потім в Італії. 13 серпня 1943 року збив 4 Р-40, але і його Bf.109G-6 був підбитий і здійснив вимушену посадку на воду неподалік узбережжя Сицилії в районі Мілаццо. З жовтня 1943 року — командир 3-ї ескадрильї 77-ї винищувальної ескадри. 7 грудня 1943 року здобув свою 165-у перемогу, збивши в районі Кассіно «Спітфайр». 3 квітня 1944 року хворий на малярію Райнерт був відправлений в шпиталь, а після одужання призначений командиром 1-ї ескадрильї 27-ї винищувальної ескадри. Учасник боїв у Нормандії. З 15 серпня 1944 року — командир 14-ї ескадрильї, з 2 січня по 31 березня 1945 року — 4-ї групи своєї ескадри.
Всього за час бойових дій здійснив 715 бойових вильотів і здобув 174 перемоги, в тому числі 103 радянських, а також знищив на землі 16 літаків, 10 автомобілів і 6 паровозів.
В травні 1945 року був взятий в полон союзниками, але незабаром звільнений. 1 квітня 1956 року вступив у ВПС ФРН. 30 вересня 1972 року вийшов у відставку.

## Нагороди
- Комбінований Знак Пілот-Спостерігач
- Залізний хрест
  - 2-го класу
  - 1-го класу (29 вересня 1941)
- Авіаційна планка винищувача в золоті з підвіскою «700»
  - в золоті (28 вересня 1941)
  - підвіска (18 березня 1943)
- Почесний Кубок Люфтваффе (7 лютого 1942)
- Німецький хрест в золоті (18 травня 1942)
- Лицарський хрест Залізного хреста з дубовим листям і мечами
  - лицарський хрест (1 липня 1942) — за 53 перемоги.
  - дубове листя (№ 131; 7 жовтня 1942)
  - мечі (№ 130; 1 лютого 1945)
- Медаль «За зимову кампанію на Сході 1941/42»
- Орден «Доблесний авіатор», лицарський хрест (Румунське королівство)
- Нарукавна стрічка «Африка»
- Кримський щит
- Нагрудний знак «За поранення» в сріблі

Військова кар'єра
- квітень 1941 — унтерофіцер
- жовтень 1941 — фельдфебель
- 1942 — оберфельдфебель
- 1 грудня 1943 — лейтенант
- 24 квітня 1944 — оберлейтенант
- 23 березня 1945 — гауптман

- 1956 — майор
- ? — оберстлейтенант